# Sticherus chocoensis
Sticherus chocoensis là một loài dương xỉ trong họ Gleicheniaceae. Loài này được Gonzales, J. mô tả khoa học đầu tiên năm 2011.
Danh pháp khoa học của loài này chưa được làm sáng tỏ. 